# Pueblo Potemkin

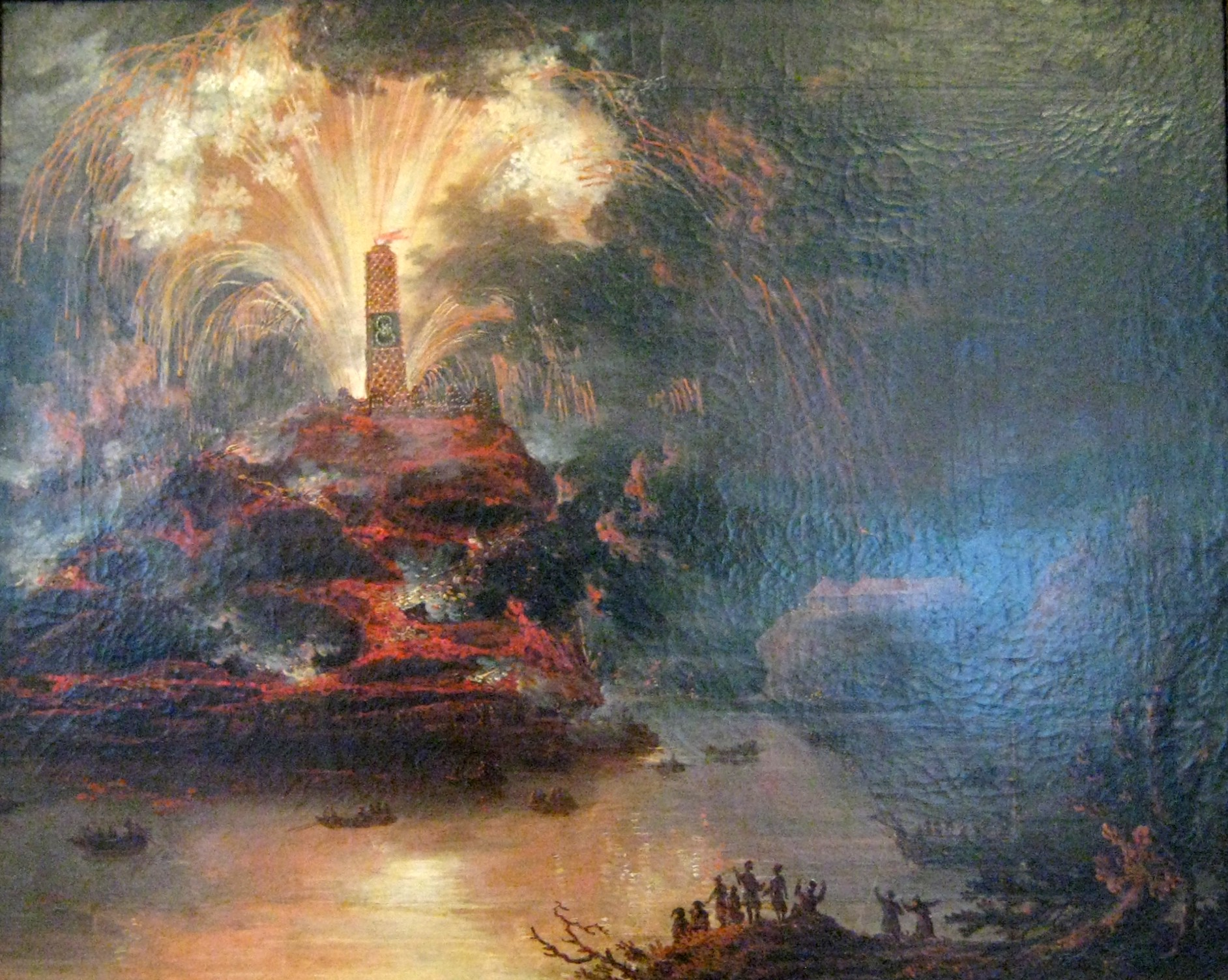
Fuegos artificiales durante la visita de Catalina II de Rusia en Crimea.

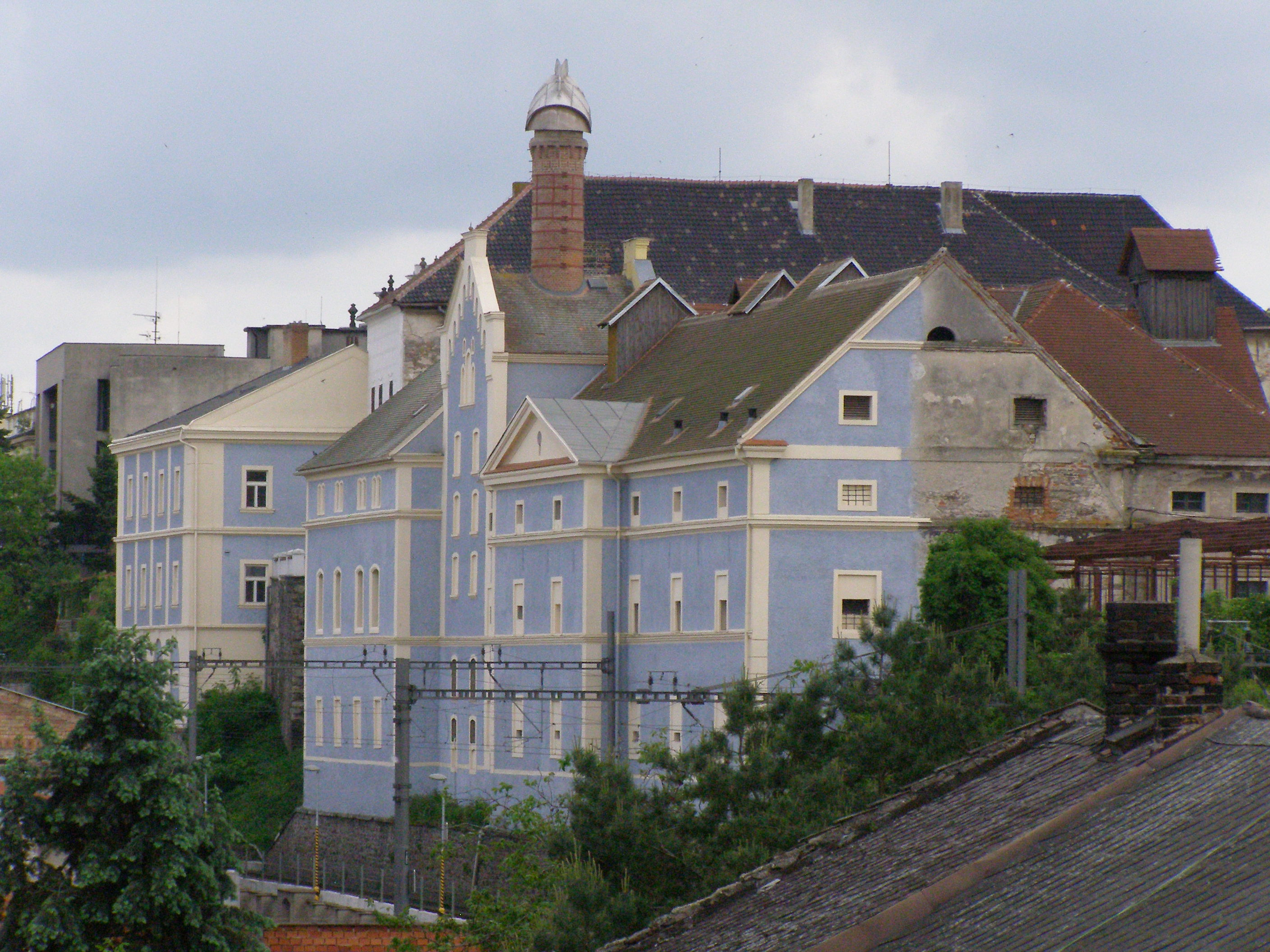
Debido a una fachada recién pintada, todo el edificio parece haber sido reconstruido, aunque el resto todavía está en decadencia (fábrica de cerveza del castillo en Kolín, República Checa).

En política y economía, un pueblo Potiomkin es cualquier construcción (literal o figurativa) cuyo único propósito es proporcionar una fachada externa a un país al que le va mal, haciendo que la gente crea que al país le va mejor. El término proviene de las historias de una aldea portátil falsa construida únicamente para impresionar a la emperatriz Catalina II por su antiguo amante Grigori Potiomkin, durante su viaje a Crimea en 1787. Si bien los historiadores modernos afirman que los relatos de esta aldea portátil son exagerados, la historia original era que Potiomkin erigió asentamientos portátiles falsos a lo largo de las orillas del río Dniéper para impresionar a la emperatriz rusa; las estructuras se desmontarían después de que ella pasara, y se volverían a montar a lo largo de su ruta para ser vistas nuevamente como si fuera otro ejemplo. El término es una traducción del ruso: потёмкинские деревни (IPA: / pɐˈtʲɵmkʲɪnskʲɪɪ dʲɪˈrʲɛvnʲɪ /; romanización: potiómkinskiye derévni).

## Origen
Grigori Potiomkin fue ministro y amante de la emperatriz rusa Catalina II. Después de la anexión rusa de Crimea, del Imperio otomano y la liquidación del Sich de Zaporozhia (ver Nueva Rusia), Potemkin se convirtió en gobernador de la región. Crimea había sido devastada por la guerra y los habitantes tártaros musulmanes de Crimea se consideraban una posible quinta columna del Imperio otomano. Las principales tareas de Potemkin eran pacificar y reconstruir trayendo colonos rusos. En 1787, cuando una nueva guerra estaba a punto de estallar entre Rusia y el Imperio otomano, Catalina II, con su corte y varios embajadores, hizo un viaje sin precedentes de seis meses a la Nueva Rusia. Uno de los propósitos de este viaje fue impresionar a los aliados de Rusia antes de la guerra. Otro propósito era familiarizarse, supuestamente de manera directa, con sus nuevas posesiones. Para ayudar a lograr esto, Potemkin estableció "aldeas móviles" en las orillas del río Dnieper. Tan pronto como llegara la barcaza que transportaba a la Emperatriz y los embajadores, los hombres de Potemkin, vestidos como campesinos, poblarían la aldea. Una vez que la barcaza partió, el pueblo fue desmontado y luego reconstruido río abajo durante la noche.

### Precisión histórica
Los historiadores modernos están divididos sobre el grado de verdad detrás de la historia de la aldea de Potemkin, y algunos escritores argumentan que la historia es una exageración. Según Simon Sebag-Montefiore, el biógrafo de habla inglesa más completo de Potemkin, la historia de asentamientos elaborados y falsos, con brillantes fuegos diseñados para consolar a la monarca y su séquito mientras inspeccionaban el territorio árido por la noche, es en gran parte ficticia. Aleksandr Pánchenko, un especialista establecido en la Rusia del siglo XIX, usó correspondencia y memorias originales para concluir que las aldeas Potemkin son un mito. Él escribe: "Basándonos en lo dicho anteriormente, debemos concluir que el mito de las 'aldeas Potemkin' es exactamente un mito, y no un hecho establecido". Escribe además que "Potemkin de hecho decoró ciudades y pueblos existentes, pero no ocultó que se trataba de una decoración".
La estrecha relación entre Potemkin y la emperatriz le dificultaría engañarla. Por lo tanto, si hubo engaño, se habría dirigido principalmente a los embajadores extranjeros que acompañaban al partido imperial.
Aunque "aldea Potemkin" ha llegado a significar, especialmente en un contexto político, cualquier construcción falsa o hueca, física o figurativa, destinada a ocultar una situación indeseable o potencialmente dañina, es posible que la frase no pueda aplicarse con precisión a su propia inspiración histórica original. Según algunos historiadores, algunos de los edificios eran reales y otros fueron construidos para mostrar cómo sería la región en un futuro cercano, y al menos Catalina y posiblemente también sus visitantes extranjeros sabían cuáles eran cuáles. Según estos historiadores, las afirmaciones de engaño fueron parte de una campaña de difamación contra Potemkin.
Según una leyenda, en 1787, cuando Catalina pasó por Tula en su camino de regreso del viaje, el gobernador local Mijaíl Krechétnikov intentó un engaño de ese tipo para ocultar los efectos de una mala cosecha.

## Uso moderno

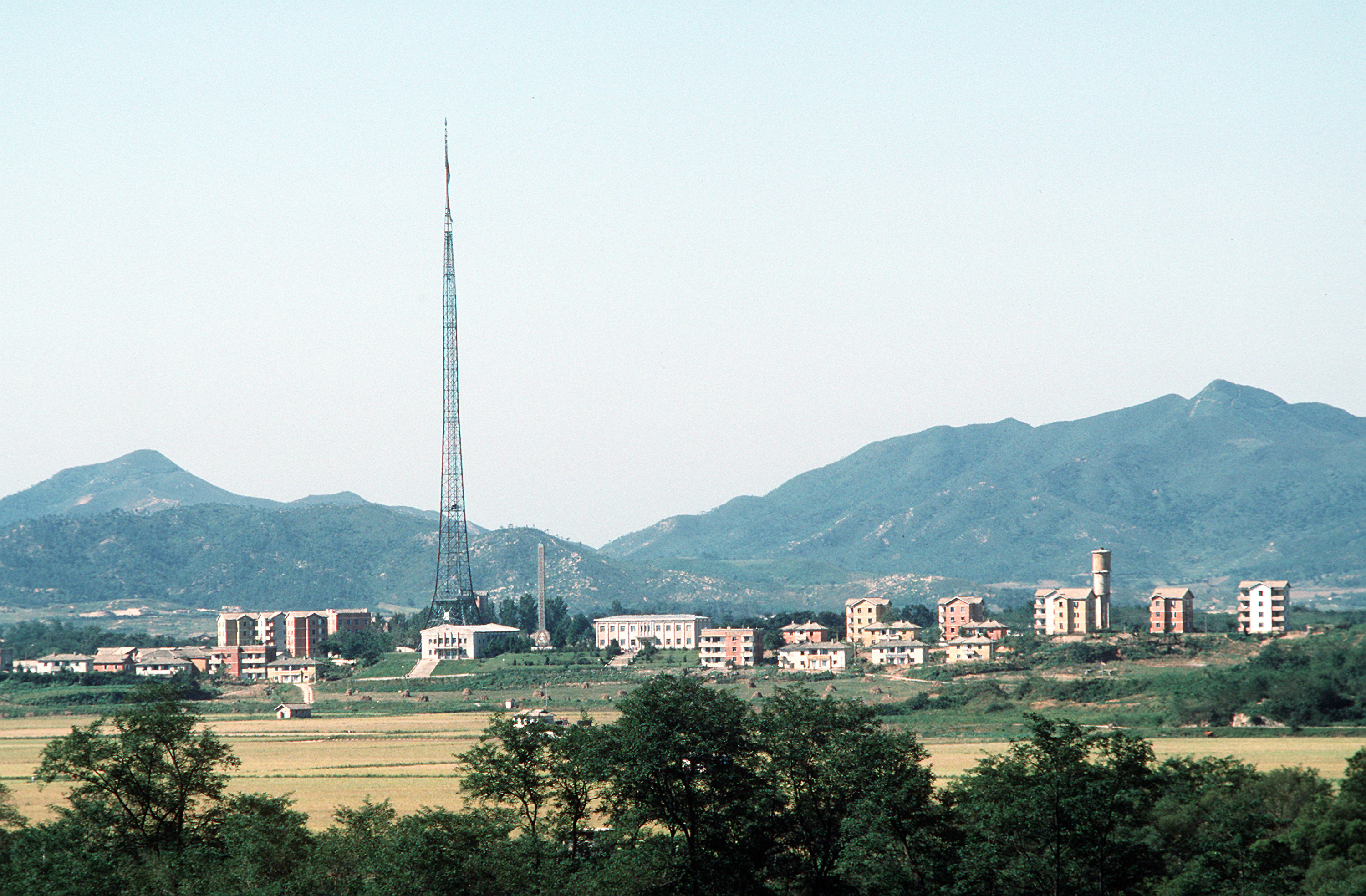
La Aldea de la Paz de Corea del Norte, ubicada dentro de la Zona Desmilitarizada, parece vacía a pesar de su población anunciada de doscientas familias.

### Ejemplos físicos
- Los visitantes occidentales a la Unión Soviética estaban estrictamente controlados por la policía secreta,[13] especialmente durante la hambruna soviética de 1932-1933. Por ejemplo, Édouard Herriot dijo que la Ucrania soviética era "como un jardín en plena floración".[14]
- Tras el incidente de Manchuria y la remisión por parte de China de la ocupación japonesa de Manchuria a la Sociedad de Naciones en 1931, el representante de la Liga realizó un recorrido por las partes "verdaderamente manchúes" de la región. Estaba destinado a demostrar que el área no estaba bajo el dominio japonés. Japón se retiró de la Liga al año siguiente.[15]
- El pueblo de Kijŏng-dong se encuentra en la zona desmilitarizada de Corea del Norte, construido en los años 1950 sin reparar en gastos. La postura oficial del gobierno norcoreano es que el pueblo alberga una granja colectiva de 200 familias equipada con guarderías, escuela primaria y secundaria y un hospital. Hasta 2004, multitud de potentes altavoces instalados sobre los edificios y orientados hacia el sur emitían constantemente propaganda norcoreana.[cita requerida]
- El campo de concentración nazi alemán de Theresienstadt, llamado "el gueto del paraíso" en la Segunda Guerra Mundial, fue diseñado como un campo de concentración que podría mostrarse a la Cruz Roja pero que en realidad era un pueblo de Potemkin: atractivo al principio, pero engañoso y en última instancia letal, con altas tasas de mortalidad por desnutrición y enfermedades contagiosas. En última instancia, sirvió como estación de paso a Auschwitz-Birkenau.
- Henry A. Wallace visitó un campo de trabajo penal soviético en Magadan en 1944 y creyó que los prisioneros eran "voluntarios".[16]
- En 1998, la empresa de servicios energéticos Enron construyó y mantuvo un piso comercial falso en el sexto piso de su sede en el centro de Houston, Texas, Estados Unidos. El piso de negociación se utilizó para impresionar a los analistas de Wall Street que asistieron a la reunión anual de accionistas de Enron e incluso incluyó ensayos realizados por los ejecutivos Kenneth Lay y Jeffrey Skilling.[17]
- El presidente venezolano Hugo Chávez tenía arregladas rutas en Caracas que serían visitadas por dignatarios extranjeros, con trabajadores colocando pintura nueva en las calles y pintando piedras y otros fragmentos que estaban dentro de los baches.[18]
- En 2006, Detroit, Míchigan, Estados Unidos, se organizó la instalación de luces detrás de ventanas seleccionadas de muchas torres vacías para dar una mejor impresión a los visitantes en la ciudad para el Super Bowl XL.[19]
- En 2010, 22 casas vacías en una parte arruinada de Cleveland, Ohio, Estados Unidos, se disfrazaron con puertas y ventanas falsas pintadas en los paneles de madera contrachapada que se usaban para cerrarlas, por lo que las casas parecían ocupadas.[20] Se ha llevado a cabo un programa similar en Chicago[21] y en Cincinnati.[22]
- En preparación para albergar la cumbre del G8 de julio de 2013 en Enniskillen, Irlanda del Norte, se colocaron fotografías de gran tamaño en los escaparates de las tiendas cerradas de la ciudad para dar la apariencia de negocios prósperos a los visitantes que pasaran por delante de ellos.[23]
- En 2013, antes de la visita de Vladímir Putin a Súzdal, algunas casas viejas y medio en ruinas en el centro de la ciudad fueron cubiertas con grandes carteles con puertas y ventanas impresas en ellos.[24]
- En 2016, el gobierno construyó y abrió la aldea turcomana de Berkarar Zaman, pero fue abandonada poco después de su apertura.[25]

### Uso metafórico
- En la demanda de 2018[26] presentada contra Exxon por el fraude relacionado con la discrepancia entre el costo publicado de la regulación climática y los costos calculados internamente, la demanda del fiscal general Underwood de Nueva York alegaba: "A través de su esquema fraudulento, Exxon en efecto erigió un pueblo Potemkin para crear la ilusión de que había considerado plenamente los riesgos de la futura regulación del cambio climático y había tenido en cuenta esos riesgos en sus operaciones comerciales".[27]
- Durante la pandemia de COVID-19 de 2020, el gobierno del Reino Unido estableció el objetivo de cumplir con 100.000 pruebas diarias antes de finales de abril de 2020. El 30 de abril de 2020, Matt Hancock, Secretario de Estado de Salud y Asistencia Social, declaró que el objetivo se había cumplido. Esta afirmación fue ampliamente cuestionada cuando se supo que el gobierno "cambió la forma en que cuenta el número de pruebas de COVID-19"; unos 40.000 del total eran kits de pruebas caseras que se habían enviado por correo, pero aún no se habían completado.[28] Las alegaciones engañosas del gobierno fueron posteriormente impugnadas por la Autoridad de Estadísticas del Reino Unido,[29] y descritas [¿quién?] como un "régimen de pruebas de Potemkin".[30]

## En el sistema legal de los Estados Unidos
"Potemkin village" ("aldea Potemkin" en inglés) es una frase que han utilizado los jueces estadounidenses, especialmente los miembros de un panel de jueces múltiples que disienten de la opinión de la mayoría en un asunto concreto, para referirse a una interpretación y/o aplicación inexacta o torturada de una doctrina jurídica concreta a los hechos específicos en cuestión. El uso de la frase pretende implicar que las razones expuestas por la mayoría del panel en apoyo de su decisión no se basan en una ley precisa o sólida, y su aplicación restrictiva es simplemente una mascarada del deseo del tribunal de evitar una decisión difícil.
En Planificación de la Familia del sureste de Pensilvania vs. Casey (1992), el presidente de la Corte Suprema de los Estados Unidos, William Rehnquist, escribió que el caso Roe vs. Wade "se erige como una especie de aldea Potemkin judicial, que puede ser señalada a los transeúntes como un monumento a la importancia de adherirse a los precedentes".
"La declaración jurada es el pueblo Potemkin del panorama de litigios actual", escribió William G. Young del Distrito de Massachusetts. "La supuesta adjudicación por declaración jurada es como caminar por una calle entre dos escenarios de películas, toda fachada pintada por abogados y sin arquitectura interior", agregó.

## Otros usos

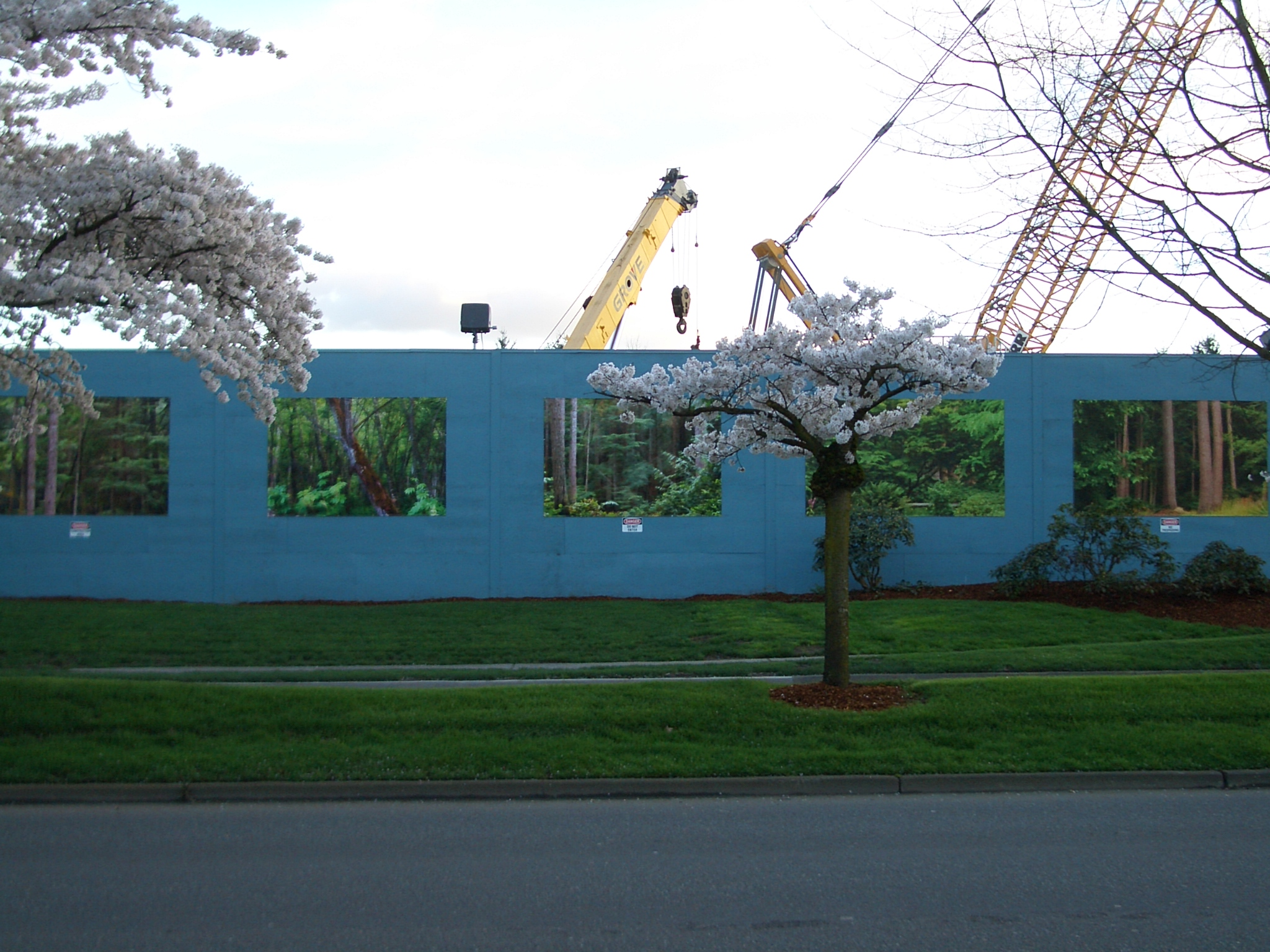
Construcción o no, los automovilistas y peatones en Bothell, Washington, pueden ver una vista similar a un bosque.

A veces, en lugar de la frase completa, solo se usa "Potemkin" como adjetivo. Por ejemplo, el uso de una hilera de árboles para proteger un área despejada de los automovilistas se ha denominado "bosque de Potemkin". Por ejemplo, la entrada del glosario para "tala" en Tenemos el derecho a existir: una traducción del pensamiento indígena aborigen establece que "gran parte de la tala extensa en el norte de Minnesota está aislada del escrutinio por parte del público urbanizado por un bosque de Potemkin, o, como lo llama el Minnesota Department of Natural Resources, una franja estética, una delgada ilusión de bosque de unos seis árboles de profundidad, a lo largo de la mayoría de las carreteras y frente a las aguas frecuentadas por turistas". Otro ejemplo es la frase "corte de Potemkin", que implica que se está cuestionando la razón de ser de la corte; que difiere de la frase "canguro" con la que se impugna el estándar de justicia de la corte.

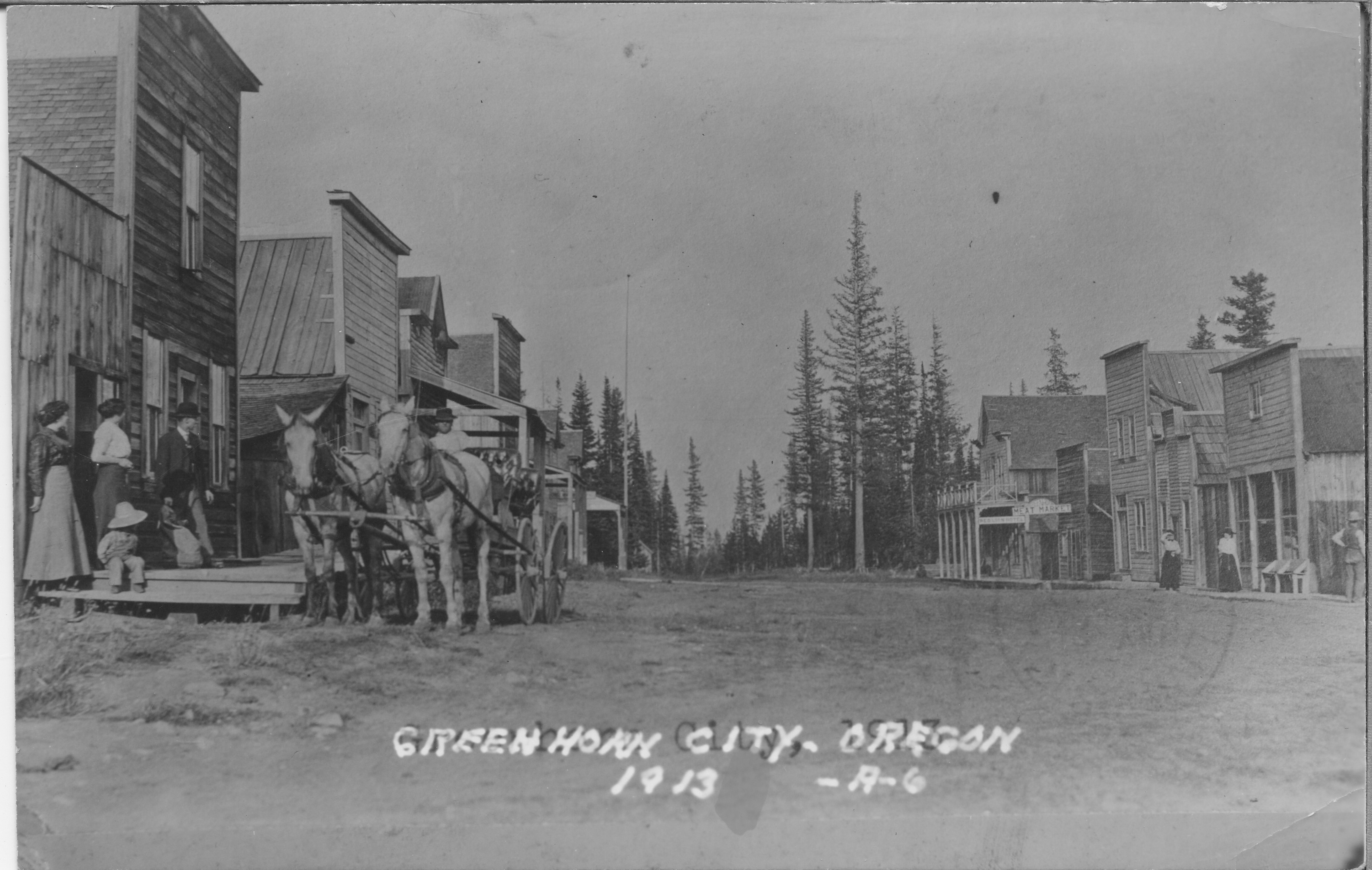
Edificios comerciales de fachada falsa en Greenhorn, Oregón, 1913.

En el Viejo Oeste de los Estados Unidos, la arquitectura del frente falso occidental se usaba a menudo para crear la ilusión de riqueza y estabilidad en una nueva ciudad fronteriza. El estilo incluía una fachada vertical alta con una parte superior cuadrada frente a un edificio con estructura de madera, que a menudo ocultaba un techo a dos aguas. El objetivo de la arquitectura era proyectar una imagen de estabilidad y éxito para la ciudad, mientras que de hecho los empresarios no invirtieron mucho en edificios que pudieran ser temporales. A menudo, estos pueblos no duraron mucho antes de convertirse en pueblos fantasmas, por lo que los empresarios querían comenzar rápidamente pero no querían gastar mucho dinero en sus tiendas. Muchas películas wéstern presentan este tipo de arquitectura porque, al igual que los edificios originales, es rápido y económico de crear.
Muchas de las áreas de base recién construidas en las estaciones de esquí se conocen como aldeas Potemkin. Estos crean la ilusión de un pintoresco pueblo de montaña, pero en realidad son centros comerciales temáticos, hoteles y restaurantes cuidadosamente planificados y diseñados para obtener los máximos ingresos. De manera similar, en The Geography of Nowhere, el escritor estadounidense James Howard Kunstler se refiere a los centros comerciales suburbanos contemporáneos como "plazas comerciales del pueblo de Potemkin".
La banda de punk hardcore Propagandhi lanzó un álbum en 2005 llamado Potemkin City Limits. La portada muestra a niños jugando en una ciudad dibujada en el suelo, una ciudad de fachada. Su álbum de 2009 Supporting Caste tiene una canción llamada "Potemkin City Limits", sobre la estatua de Francis the Pig en Alberta, Canadá.
Los consejos empresariales de Donald Trump han sido descritos como pueblos Potemkin después de que varios directores ejecutivos de alto perfil renunciaron en agosto de 2017. El libro The Art of the Deal de Trump describe un truco en el que atrajo a los ejecutivos de Holiday Inn para que invirtieran en el casino de Atlantic City, Nueva Jersey, al indicarle a su gerente de construcción que alquilara docenas de equipos pesados, antes de la visita de los ejecutivos, para mover tierra en el sitio propuesto para el casino, creando la ilusión de que la construcción estaba en marcha.